# Unicodeblock Mongolisch
Der Unicodeblock Mongolisch (engl. Mongolian, U+1800 bis U+18AF) enthält Buchstaben, Ziffern und verschiedene Satzzeichen für das von oben nach unten geschriebene mongolische Alphabet, für die Todo-Schrift, für die Xibe-Schrift, für die Galik-Schrift (Ali Gali), für die Mandschurische Schrift sowie Erweiterungen zur Transkription des Sanskrit und der tibetischen Schrift.
Das mongolische Alphabet wurde von dem uigurischen Schreiber Tatar-Tonga, der von den Mongolen während des Krieges gegen die Naimanen gefangen genommen worden war, um das Jahr 1204 entwickelt, und ist eine Adaptation der uigurischen Schrift für die Mongolische Sprache. 1941 wurde das mongolische Alphabet von der kommunistischen Regierung der Mongolei abgeschafft. Die Schrift, in der das Mongolische in der Mongolei heute üblicherweise geschrieben wird, ist seitdem die kyrillische (vgl. Unicodeblock Kyrillisch), während in der Inneren Mongolei in China weiterhin die hier dargestellte mongolische Schrift in Gebrauch ist. Seit den 80er Jahren wird sie auch in der Mongolei wieder gelehrt, und dort findet man sie nun häufig auf Buchtiteln, in Firmenlogos u. Ä., jedoch nach wie vor nicht als Textschrift.
Aufgrund der verschiedenen Varianten mongolischer Buchstaben je nach Wortgeschlecht, Position und Orthographie enthält der Block eigene Variantenselektoren, durch die die Buchstaben passend geformt werden können. Da jedoch die genauen Daten der möglichen Formen noch nicht veröffentlicht wurden, ist die Unterstützung in Schriftarten immer noch ein großes Problem.

## Liste
| Unicodenummer | Zeichen (400 %) | Kategorie                               | Bidirektionale Klasse       | Offizielle Bezeichnung                     | Beschreibung                                         |
| ------------- | --------------- | --------------------------------------- | --------------------------- | ------------------------------------------ | ---------------------------------------------------- |
| U+1800 (6144) | ᠀               | andere Interpunktion                    | anderes neutrales Zeichen   | MONGOLIAN BIRGA                            | Mongolisches Birga                                   |
| U+1801 (6145) | ᠁               | andere Interpunktion                    | anderes neutrales Zeichen   | MONGOLIAN ELLIPSIS                         | Mongolische Ellipse                                  |
| U+1802 (6146) | ᠂               | andere Interpunktion                    | anderes neutrales Zeichen   | MONGOLIAN COMMA                            | Mongolisches Komma                                   |
| U+1803 (6147) | ᠃               | andere Interpunktion                    | anderes neutrales Zeichen   | MONGOLIAN FULL STOP                        | Mongolischer Punkt                                   |
| U+1804 (6148) | ᠄               | andere Interpunktion                    | anderes neutrales Zeichen   | MONGOLIAN COLON                            | Mongolischer Doppelpunkt                             |
| U+1805 (6149) | ᠅               | andere Interpunktion                    | anderes neutrales Zeichen   | MONGOLIAN FOUR DOTS                        | Mongolische vier Punkte                              |
| U+1806 (6150) | ᠆               | strichförmige Interpunktion             | anderes neutrales Zeichen   | MONGOLIAN TODO SOFT HYPHEN                 | Mongolischer Todo-weicher Bindestrich                |
| U+1807 (6151) | ᠇               | andere Interpunktion                    | anderes neutrales Zeichen   | MONGOLIAN SIBE SYLLABLE BOUNDARY MARKER    | Mongolische Sibe-Silbengrenzmarkierung               |
| U+1808 (6152) | ᠈               | andere Interpunktion                    | anderes neutrales Zeichen   | MONGOLIAN MANCHU COMMA                     | Mandschurisches Komma                                |
| U+1809 (6153) | ᠉               | andere Interpunktion                    | anderes neutrales Zeichen   | MONGOLIAN MANCHU FULL STOP                 | Mandschurischer Punkt                                |
| U+180A (6154) | ᠊               | andere Interpunktion                    | anderes neutrales Zeichen   | MONGOLIAN NIRUGU                           | Mongolisches Nirugu                                  |
| U+180B (6155) | ᠋                | Markierung ohne Extrabreite             | Markierung ohne Extrabreite | MONGOLIAN FREE VARIATION SELECTOR ONE      | Mongolischer freier Variantenselektor 1              |
| U+180C (6156) | ᠌                | Markierung ohne Extrabreite             | Markierung ohne Extrabreite | MONGOLIAN FREE VARIATION SELECTOR TWO      | Mongolischer freier Variantenselektor 2              |
| U+180D (6157) | ᠍                | Markierung ohne Extrabreite             | Markierung ohne Extrabreite | MONGOLIAN FREE VARIATION SELECTOR THREE    | Mongolischer freier Variantenselektor 3              |
| U+180E (6158) | ᠎                | Formatierzeichen                        | neutrale Begrenzung         | MONGOLIAN VOWEL SEPARATOR                  | Mongolisches Vokaltrennungszeichen                   |
| U+180F (6159) | ᠏                | Markierung ohne Extrabreite             | Markierung ohne Extrabreite | MONGOLIAN FREE VARIATION SELECTOR FOUR     | Mongolischer freier Variantenselektor 4              |
| U+1810 (6160) | ᠐               | Dezimalziffer                           | links nach rechts           | MONGOLIAN DIGIT ZERO                       | Mongolische Ziffer Null                              |
| U+1811 (6161) | ᠑               | Dezimalziffer                           | links nach rechts           | MONGOLIAN DIGIT ONE                        | Mongolische Ziffer Eins                              |
| U+1812 (6162) | ᠒               | Dezimalziffer                           | links nach rechts           | MONGOLIAN DIGIT TWO                        | Mongolische Ziffer Zwei                              |
| U+1813 (6163) | ᠓               | Dezimalziffer                           | links nach rechts           | MONGOLIAN DIGIT THREE                      | Mongolische Ziffer Drei                              |
| U+1814 (6164) | ᠔               | Dezimalziffer                           | links nach rechts           | MONGOLIAN DIGIT FOUR                       | Mongolische Ziffer Vier                              |
| U+1815 (6165) | ᠕               | Dezimalziffer                           | links nach rechts           | MONGOLIAN DIGIT FIVE                       | Mongolische Ziffer Fünf                              |
| U+1816 (6166) | ᠖               | Dezimalziffer                           | links nach rechts           | MONGOLIAN DIGIT SIX                        | Mongolische Ziffer Sechs                             |
| U+1817 (6167) | ᠗               | Dezimalziffer                           | links nach rechts           | MONGOLIAN DIGIT SEVEN                      | Mongolische Ziffer Sieben                            |
| U+1818 (6168) | ᠘               | Dezimalziffer                           | links nach rechts           | MONGOLIAN DIGIT EIGHT                      | Mongolische Ziffer Acht                              |
| U+1819 (6169) | ᠙               | Dezimalziffer                           | links nach rechts           | MONGOLIAN DIGIT NINE                       | Mongolische Ziffer Neun                              |
| U+1820 (6176) | ᠠ               | anderer Buchstabe, Silbe oder Ideogramm | links nach rechts           | MONGOLIAN LETTER A                         | Mongolischer Buchstabe A                             |
| U+1821 (6177) | ᠡ               | anderer Buchstabe, Silbe oder Ideogramm | links nach rechts           | MONGOLIAN LETTER E                         | Mongolischer Buchstabe E                             |
| U+1822 (6178) | ᠢ               | anderer Buchstabe, Silbe oder Ideogramm | links nach rechts           | MONGOLIAN LETTER I                         | Mongolischer Buchstabe I                             |
| U+1823 (6179) | ᠣ               | anderer Buchstabe, Silbe oder Ideogramm | links nach rechts           | MONGOLIAN LETTER O                         | Mongolischer Buchstabe O                             |
| U+1824 (6180) | ᠤ               | anderer Buchstabe, Silbe oder Ideogramm | links nach rechts           | MONGOLIAN LETTER U                         | Mongolischer Buchstabe U                             |
| U+1825 (6181) | ᠥ               | anderer Buchstabe, Silbe oder Ideogramm | links nach rechts           | MONGOLIAN LETTER OE                        | Mongolischer Buchstabe Oe                            |
| U+1826 (6182) | ᠦ               | anderer Buchstabe, Silbe oder Ideogramm | links nach rechts           | MONGOLIAN LETTER UE                        | Mongolischer Buchstabe Ue                            |
| U+1827 (6183) | ᠧ               | anderer Buchstabe, Silbe oder Ideogramm | links nach rechts           | MONGOLIAN LETTER EE                        | Mongolischer Buchstabe Ee                            |
| U+1828 (6184) | ᠨ               | anderer Buchstabe, Silbe oder Ideogramm | links nach rechts           | MONGOLIAN LETTER NA                        | Mongolischer Buchstabe Na                            |
| U+1829 (6185) | ᠩ               | anderer Buchstabe, Silbe oder Ideogramm | links nach rechts           | MONGOLIAN LETTER ANG                       | Mongolischer Buchstabe Ang                           |
| U+182A (6186) | ᠪ               | anderer Buchstabe, Silbe oder Ideogramm | links nach rechts           | MONGOLIAN LETTER BA                        | Mongolischer Buchstabe Ba                            |
| U+182B (6187) | ᠫ               | anderer Buchstabe, Silbe oder Ideogramm | links nach rechts           | MONGOLIAN LETTER PA                        | Mongolischer Buchstabe Pa                            |
| U+182C (6188) | ᠬ               | anderer Buchstabe, Silbe oder Ideogramm | links nach rechts           | MONGOLIAN LETTER QA                        | Mongolischer Buchstabe Qa                            |
| U+182D (6189) | ᠭ               | anderer Buchstabe, Silbe oder Ideogramm | links nach rechts           | MONGOLIAN LETTER GA                        | Mongolischer Buchstabe Ga                            |
| U+182E (6190) | ᠮ               | anderer Buchstabe, Silbe oder Ideogramm | links nach rechts           | MONGOLIAN LETTER MA                        | Mongolischer Buchstabe Ma                            |
| U+182F (6191) | ᠯ               | anderer Buchstabe, Silbe oder Ideogramm | links nach rechts           | MONGOLIAN LETTER LA                        | Mongolischer Buchstabe La                            |
| U+1830 (6192) | ᠰ               | anderer Buchstabe, Silbe oder Ideogramm | links nach rechts           | MONGOLIAN LETTER SA                        | Mongolischer Buchstabe Sa                            |
| U+1831 (6193) | ᠱ               | anderer Buchstabe, Silbe oder Ideogramm | links nach rechts           | MONGOLIAN LETTER SHA                       | Mongolischer Buchstabe Sha                           |
| U+1832 (6194) | ᠲ               | anderer Buchstabe, Silbe oder Ideogramm | links nach rechts           | MONGOLIAN LETTER TA                        | Mongolischer Buchstabe Ta                            |
| U+1833 (6195) | ᠳ               | anderer Buchstabe, Silbe oder Ideogramm | links nach rechts           | MONGOLIAN LETTER DA                        | Mongolischer Buchstabe Da                            |
| U+1834 (6196) | ᠴ               | anderer Buchstabe, Silbe oder Ideogramm | links nach rechts           | MONGOLIAN LETTER CHA                       | Mongolischer Buchstabe Cha                           |
| U+1835 (6197) | ᠵ               | anderer Buchstabe, Silbe oder Ideogramm | links nach rechts           | MONGOLIAN LETTER JA                        | Mongolischer Buchstabe Ja                            |
| U+1836 (6198) | ᠶ               | anderer Buchstabe, Silbe oder Ideogramm | links nach rechts           | MONGOLIAN LETTER YA                        | Mongolischer Buchstabe Ya                            |
| U+1837 (6199) | ᠷ               | anderer Buchstabe, Silbe oder Ideogramm | links nach rechts           | MONGOLIAN LETTER RA                        | Mongolischer Buchstabe Ra                            |
| U+1838 (6200) | ᠸ               | anderer Buchstabe, Silbe oder Ideogramm | links nach rechts           | MONGOLIAN LETTER WA                        | Mongolischer Buchstabe Wa                            |
| U+1839 (6201) | ᠹ               | anderer Buchstabe, Silbe oder Ideogramm | links nach rechts           | MONGOLIAN LETTER FA                        | Mongolischer Buchstabe Fa                            |
| U+183A (6202) | ᠺ               | anderer Buchstabe, Silbe oder Ideogramm | links nach rechts           | MONGOLIAN LETTER KA                        | Mongolischer Buchstabe Ka                            |
| U+183B (6203) | ᠻ               | anderer Buchstabe, Silbe oder Ideogramm | links nach rechts           | MONGOLIAN LETTER KHA                       | Mongolischer Buchstabe Kha                           |
| U+183C (6204) | ᠼ               | anderer Buchstabe, Silbe oder Ideogramm | links nach rechts           | MONGOLIAN LETTER TSA                       | Mongolischer Buchstabe Tsa                           |
| U+183D (6205) | ᠽ               | anderer Buchstabe, Silbe oder Ideogramm | links nach rechts           | MONGOLIAN LETTER ZA                        | Mongolischer Buchstabe Za                            |
| U+183E (6206) | ᠾ               | anderer Buchstabe, Silbe oder Ideogramm | links nach rechts           | MONGOLIAN LETTER HAA                       | Mongolischer Buchstabe Haa                           |
| U+183F (6207) | ᠿ               | anderer Buchstabe, Silbe oder Ideogramm | links nach rechts           | MONGOLIAN LETTER ZRA                       | Mongolischer Buchstabe Zra                           |
| U+1840 (6208) | ᡀ               | anderer Buchstabe, Silbe oder Ideogramm | links nach rechts           | MONGOLIAN LETTER LHA                       | Mongolischer Buchstabe Lha                           |
| U+1841 (6209) | ᡁ               | anderer Buchstabe, Silbe oder Ideogramm | links nach rechts           | MONGOLIAN LETTER ZHI                       | Mongolischer Buchstabe Zhi                           |
| U+1842 (6210) | ᡂ               | anderer Buchstabe, Silbe oder Ideogramm | links nach rechts           | MONGOLIAN LETTER CHI                       | Mongolischer Buchstabe Chi                           |
| U+1843 (6211) | ᡃ               | modifizierender Buchstabe               | links nach rechts           | MONGOLIAN LETTER TODO LONG VOWEL SIGN      | Mongolischer Buchstabe Todo-langes Vokalzeichen      |
| U+1844 (6212) | ᡄ               | anderer Buchstabe, Silbe oder Ideogramm | links nach rechts           | MONGOLIAN LETTER TODO E                    | Mongolischer Buchstabe Todo-E                        |
| U+1845 (6213) | ᡅ               | anderer Buchstabe, Silbe oder Ideogramm | links nach rechts           | MONGOLIAN LETTER TODO I                    | Mongolischer Buchstabe Todo-I                        |
| U+1846 (6214) | ᡆ               | anderer Buchstabe, Silbe oder Ideogramm | links nach rechts           | MONGOLIAN LETTER TODO O                    | Mongolischer Buchstabe Todo-O                        |
| U+1847 (6215) | ᡇ               | anderer Buchstabe, Silbe oder Ideogramm | links nach rechts           | MONGOLIAN LETTER TODO U                    | Mongolischer Buchstabe Todo-U                        |
| U+1848 (6216) | ᡈ               | anderer Buchstabe, Silbe oder Ideogramm | links nach rechts           | MONGOLIAN LETTER TODO OE                   | Mongolischer Buchstabe Todo-Oe                       |
| U+1849 (6217) | ᡉ               | anderer Buchstabe, Silbe oder Ideogramm | links nach rechts           | MONGOLIAN LETTER TODO UE                   | Mongolischer Buchstabe Todo-Ue                       |
| U+184A (6218) | ᡊ               | anderer Buchstabe, Silbe oder Ideogramm | links nach rechts           | MONGOLIAN LETTER TODO ANG                  | Mongolischer Buchstabe Todo-Ang                      |
| U+184B (6219) | ᡋ               | anderer Buchstabe, Silbe oder Ideogramm | links nach rechts           | MONGOLIAN LETTER TODO BA                   | Mongolischer Buchstabe Todo-Ba                       |
| U+184C (6220) | ᡌ               | anderer Buchstabe, Silbe oder Ideogramm | links nach rechts           | MONGOLIAN LETTER TODO PA                   | Mongolischer Buchstabe Todo-Pa                       |
| U+184D (6221) | ᡍ               | anderer Buchstabe, Silbe oder Ideogramm | links nach rechts           | MONGOLIAN LETTER TODO QA                   | Mongolischer Buchstabe Todo-Qa                       |
| U+184E (6222) | ᡎ               | anderer Buchstabe, Silbe oder Ideogramm | links nach rechts           | MONGOLIAN LETTER TODO GA                   | Mongolischer Buchstabe Todo-Ga                       |
| U+184F (6223) | ᡏ               | anderer Buchstabe, Silbe oder Ideogramm | links nach rechts           | MONGOLIAN LETTER TODO MA                   | Mongolischer Buchstabe Todo-Ma                       |
| U+1850 (6224) | ᡐ               | anderer Buchstabe, Silbe oder Ideogramm | links nach rechts           | MONGOLIAN LETTER TODO TA                   | Mongolischer Buchstabe Todo-Ta                       |
| U+1851 (6225) | ᡑ               | anderer Buchstabe, Silbe oder Ideogramm | links nach rechts           | MONGOLIAN LETTER TODO DA                   | Mongolischer Buchstabe Todo-Da                       |
| U+1852 (6226) | ᡒ               | anderer Buchstabe, Silbe oder Ideogramm | links nach rechts           | MONGOLIAN LETTER TODO CHA                  | Mongolischer Buchstabe Todo-Cha                      |
| U+1853 (6227) | ᡓ               | anderer Buchstabe, Silbe oder Ideogramm | links nach rechts           | MONGOLIAN LETTER TODO JA                   | Mongolischer Buchstabe Todo-Ja                       |
| U+1854 (6228) | ᡔ               | anderer Buchstabe, Silbe oder Ideogramm | links nach rechts           | MONGOLIAN LETTER TODO TSA                  | Mongolischer Buchstabe Todo-Tsa                      |
| U+1855 (6229) | ᡕ               | anderer Buchstabe, Silbe oder Ideogramm | links nach rechts           | MONGOLIAN LETTER TODO YA                   | Mongolischer Buchstabe Todo-Ya                       |
| U+1856 (6230) | ᡖ               | anderer Buchstabe, Silbe oder Ideogramm | links nach rechts           | MONGOLIAN LETTER TODO WA                   | Mongolischer Buchstabe Todo-Wa                       |
| U+1857 (6231) | ᡗ               | anderer Buchstabe, Silbe oder Ideogramm | links nach rechts           | MONGOLIAN LETTER TODO KA                   | Mongolischer Buchstabe Todo-Ka                       |
| U+1858 (6232) | ᡘ               | anderer Buchstabe, Silbe oder Ideogramm | links nach rechts           | MONGOLIAN LETTER TODO GAA                  | Mongolischer Buchstabe Todo-Gaa                      |
| U+1859 (6233) | ᡙ               | anderer Buchstabe, Silbe oder Ideogramm | links nach rechts           | MONGOLIAN LETTER TODO HAA                  | Mongolischer Buchstabe Todo-Haa                      |
| U+185A (6234) | ᡚ               | anderer Buchstabe, Silbe oder Ideogramm | links nach rechts           | MONGOLIAN LETTER TODO JIA                  | Mongolischer Buchstabe Todo-Jia                      |
| U+185B (6235) | ᡛ               | anderer Buchstabe, Silbe oder Ideogramm | links nach rechts           | MONGOLIAN LETTER TODO NIA                  | Mongolischer Buchstabe Todo-Nia                      |
| U+185C (6236) | ᡜ               | anderer Buchstabe, Silbe oder Ideogramm | links nach rechts           | MONGOLIAN LETTER TODO DZA                  | Mongolischer Buchstabe Todo-Dza                      |
| U+185D (6237) | ᡝ               | anderer Buchstabe, Silbe oder Ideogramm | links nach rechts           | MONGOLIAN LETTER SIBE E                    | Mongolischer Buchstabe Sibe-E                        |
| U+185E (6238) | ᡞ               | anderer Buchstabe, Silbe oder Ideogramm | links nach rechts           | MONGOLIAN LETTER SIBE I                    | Mongolischer Buchstabe Sibe-I                        |
| U+185F (6239) | ᡟ               | anderer Buchstabe, Silbe oder Ideogramm | links nach rechts           | MONGOLIAN LETTER SIBE IY                   | Mongolischer Buchstabe Sibe-Iy                       |
| U+1860 (6240) | ᡠ               | anderer Buchstabe, Silbe oder Ideogramm | links nach rechts           | MONGOLIAN LETTER SIBE UE                   | Mongolischer Buchstabe Sibe-Ue                       |
| U+1861 (6241) | ᡡ               | anderer Buchstabe, Silbe oder Ideogramm | links nach rechts           | MONGOLIAN LETTER SIBE U                    | Mongolischer Buchstabe Sibe-U                        |
| U+1862 (6242) | ᡢ               | anderer Buchstabe, Silbe oder Ideogramm | links nach rechts           | MONGOLIAN LETTER SIBE ANG                  | Mongolischer Buchstabe Sibe-Ang                      |
| U+1863 (6243) | ᡣ               | anderer Buchstabe, Silbe oder Ideogramm | links nach rechts           | MONGOLIAN LETTER SIBE KA                   | Mongolischer Buchstabe Sibe-Ka                       |
| U+1864 (6244) | ᡤ               | anderer Buchstabe, Silbe oder Ideogramm | links nach rechts           | MONGOLIAN LETTER SIBE GA                   | Mongolischer Buchstabe Sibe-Ga                       |
| U+1865 (6245) | ᡥ               | anderer Buchstabe, Silbe oder Ideogramm | links nach rechts           | MONGOLIAN LETTER SIBE HA                   | Mongolischer Buchstabe Sibe-Ha                       |
| U+1866 (6246) | ᡦ               | anderer Buchstabe, Silbe oder Ideogramm | links nach rechts           | MONGOLIAN LETTER SIBE PA                   | Mongolischer Buchstabe Sibe-Pa                       |
| U+1867 (6247) | ᡧ               | anderer Buchstabe, Silbe oder Ideogramm | links nach rechts           | MONGOLIAN LETTER SIBE SHA                  | Mongolischer Buchstabe Sibe-Sha                      |
| U+1868 (6248) | ᡨ               | anderer Buchstabe, Silbe oder Ideogramm | links nach rechts           | MONGOLIAN LETTER SIBE TA                   | Mongolischer Buchstabe Sibe-Ta                       |
| U+1869 (6249) | ᡩ               | anderer Buchstabe, Silbe oder Ideogramm | links nach rechts           | MONGOLIAN LETTER SIBE DA                   | Mongolischer Buchstabe Sibe-Da                       |
| U+186A (6250) | ᡪ               | anderer Buchstabe, Silbe oder Ideogramm | links nach rechts           | MONGOLIAN LETTER SIBE JA                   | Mongolischer Buchstabe Sibe-Ja                       |
| U+186B (6251) | ᡫ               | anderer Buchstabe, Silbe oder Ideogramm | links nach rechts           | MONGOLIAN LETTER SIBE FA                   | Mongolischer Buchstabe Sibe-Fa                       |
| U+186C (6252) | ᡬ               | anderer Buchstabe, Silbe oder Ideogramm | links nach rechts           | MONGOLIAN LETTER SIBE GAA                  | Mongolischer Buchstabe Sibe-Gaa                      |
| U+186D (6253) | ᡭ               | anderer Buchstabe, Silbe oder Ideogramm | links nach rechts           | MONGOLIAN LETTER SIBE HAA                  | Mongolischer Buchstabe Sibe-Haa                      |
| U+186E (6254) | ᡮ               | anderer Buchstabe, Silbe oder Ideogramm | links nach rechts           | MONGOLIAN LETTER SIBE TSA                  | Mongolischer Buchstabe Sibe-Tsa                      |
| U+186F (6255) | ᡯ               | anderer Buchstabe, Silbe oder Ideogramm | links nach rechts           | MONGOLIAN LETTER SIBE ZA                   | Mongolischer Buchstabe Sibe-Za                       |
| U+1870 (6256) | ᡰ               | anderer Buchstabe, Silbe oder Ideogramm | links nach rechts           | MONGOLIAN LETTER SIBE RAA                  | Mongolischer Buchstabe Sibe-Raa                      |
| U+1871 (6257) | ᡱ               | anderer Buchstabe, Silbe oder Ideogramm | links nach rechts           | MONGOLIAN LETTER SIBE CHA                  | Mongolischer Buchstabe Sibe-Cha                      |
| U+1872 (6258) | ᡲ               | anderer Buchstabe, Silbe oder Ideogramm | links nach rechts           | MONGOLIAN LETTER SIBE ZHA                  | Mongolischer Buchstabe Sibe-Zha                      |
| U+1873 (6259) | ᡳ               | anderer Buchstabe, Silbe oder Ideogramm | links nach rechts           | MONGOLIAN LETTER MANCHU I                  | Mongolischer Buchstabe mandschurisches I             |
| U+1874 (6260) | ᡴ               | anderer Buchstabe, Silbe oder Ideogramm | links nach rechts           | MONGOLIAN LETTER MANCHU KA                 | Mongolischer Buchstabe mandschurisches Ka            |
| U+1875 (6261) | ᡵ               | anderer Buchstabe, Silbe oder Ideogramm | links nach rechts           | MONGOLIAN LETTER MANCHU RA                 | Mongolischer Buchstabe mandschurisches Ra            |
| U+1876 (6262) | ᡶ               | anderer Buchstabe, Silbe oder Ideogramm | links nach rechts           | MONGOLIAN LETTER MANCHU FA                 | Mongolischer Buchstabe mandschurisches Fa            |
| U+1877 (6263) | ᡷ               | anderer Buchstabe, Silbe oder Ideogramm | links nach rechts           | MONGOLIAN LETTER MANCHU ZHA                | Mongolischer Buchstabe mandschurisches Zha           |
| U+1878 (6264) | ᡸ               | anderer Buchstabe, Silbe oder Ideogramm | links nach rechts           | MONGOLIAN LETTER CHA WITH TWO DOTS         | Mongolischer Buchstabe Cha mit zwei Punkten          |
| U+1880 (6272) | ᢀ               | anderer Buchstabe, Silbe oder Ideogramm | links nach rechts           | MONGOLIAN LETTER ALI GALI ANUSVARA ONE     | Mongolischer Buchstabe Ali Gali Anusvara 1           |
| U+1881 (6273) | ᢁ               | anderer Buchstabe, Silbe oder Ideogramm | links nach rechts           | MONGOLIAN LETTER ALI GALI VISARGA ONE      | Mongolischer Buchstabe Ali Gali Visarga 1            |
| U+1882 (6274) | ᢂ               | anderer Buchstabe, Silbe oder Ideogramm | links nach rechts           | MONGOLIAN LETTER ALI GALI DAMARU           | Mongolischer Buchstabe Ali Gali Damaru               |
| U+1883 (6275) | ᢃ               | anderer Buchstabe, Silbe oder Ideogramm | links nach rechts           | MONGOLIAN LETTER ALI GALI UBADAMA          | Mongolischer Buchstabe Ali Gali Ubadama              |
| U+1884 (6276) | ᢄ               | anderer Buchstabe, Silbe oder Ideogramm | links nach rechts           | MONGOLIAN LETTER ALI GALI INVERTED UBADAMA | Mongolischer Buchstabe Ali Gali gespiegeltes Ubadama |
| U+1885 (6277) | ᢅ                | anderer Buchstabe, Silbe oder Ideogramm | links nach rechts           | MONGOLIAN LETTER ALI GALI BALUDA           | Mongolischer Buchstabe Ali Gali Baluda               |
| U+1886 (6278) | ᢆ                | anderer Buchstabe, Silbe oder Ideogramm | links nach rechts           | MONGOLIAN LETTER ALI GALI THREE BALUDA     | Mongolischer Buchstabe Ali Gali Baluda dreifach      |
| U+1887 (6279) | ᢇ               | anderer Buchstabe, Silbe oder Ideogramm | links nach rechts           | MONGOLIAN LETTER ALI GALI A                | Mongolischer Buchstabe Ali Gali A                    |
| U+1888 (6280) | ᢈ               | anderer Buchstabe, Silbe oder Ideogramm | links nach rechts           | MONGOLIAN LETTER ALI GALI I                | Mongolischer Buchstabe Ali Gali I                    |
| U+1889 (6281) | ᢉ               | anderer Buchstabe, Silbe oder Ideogramm | links nach rechts           | MONGOLIAN LETTER ALI GALI KA               | Mongolischer Buchstabe Ali Gali Ka                   |
| U+188A (6282) | ᢊ               | anderer Buchstabe, Silbe oder Ideogramm | links nach rechts           | MONGOLIAN LETTER ALI GALI NGA              | Mongolischer Buchstabe Ali Gali Nga                  |
| U+188B (6283) | ᢋ               | anderer Buchstabe, Silbe oder Ideogramm | links nach rechts           | MONGOLIAN LETTER ALI GALI CA               | Mongolischer Buchstabe Ali Gali Ca                   |
| U+188C (6284) | ᢌ               | anderer Buchstabe, Silbe oder Ideogramm | links nach rechts           | MONGOLIAN LETTER ALI GALI TTA              | Mongolischer Buchstabe Ali Gali Tta                  |
| U+188D (6285) | ᢍ               | anderer Buchstabe, Silbe oder Ideogramm | links nach rechts           | MONGOLIAN LETTER ALI GALI TTHA             | Mongolischer Buchstabe Ali Gali Ttha                 |
| U+188E (6286) | ᢎ               | anderer Buchstabe, Silbe oder Ideogramm | links nach rechts           | MONGOLIAN LETTER ALI GALI DDA              | Mongolischer Buchstabe Ali Gali Dda                  |
| U+188F (6287) | ᢏ               | anderer Buchstabe, Silbe oder Ideogramm | links nach rechts           | MONGOLIAN LETTER ALI GALI NNA              | Mongolischer Buchstabe Ali Gali Nna                  |
| U+1890 (6288) | ᢐ               | anderer Buchstabe, Silbe oder Ideogramm | links nach rechts           | MONGOLIAN LETTER ALI GALI TA               | Mongolischer Buchstabe Ali Gali Ta                   |
| U+1891 (6289) | ᢑ               | anderer Buchstabe, Silbe oder Ideogramm | links nach rechts           | MONGOLIAN LETTER ALI GALI DA               | Mongolischer Buchstabe Ali Gali Da                   |
| U+1892 (6290) | ᢒ               | anderer Buchstabe, Silbe oder Ideogramm | links nach rechts           | MONGOLIAN LETTER ALI GALI PA               | Mongolischer Buchstabe Ali Gali Pa                   |
| U+1893 (6291) | ᢓ               | anderer Buchstabe, Silbe oder Ideogramm | links nach rechts           | MONGOLIAN LETTER ALI GALI PHA              | Mongolischer Buchstabe Ali Gali Pha                  |
| U+1894 (6292) | ᢔ               | anderer Buchstabe, Silbe oder Ideogramm | links nach rechts           | MONGOLIAN LETTER ALI GALI SSA              | Mongolischer Buchstabe Ali Gali Ssa                  |
| U+1895 (6293) | ᢕ               | anderer Buchstabe, Silbe oder Ideogramm | links nach rechts           | MONGOLIAN LETTER ALI GALI ZHA              | Mongolischer Buchstabe Ali Gali Zha                  |
| U+1896 (6294) | ᢖ               | anderer Buchstabe, Silbe oder Ideogramm | links nach rechts           | MONGOLIAN LETTER ALI GALI ZA               | Mongolischer Buchstabe Ali Gali Za                   |
| U+1897 (6295) | ᢗ               | anderer Buchstabe, Silbe oder Ideogramm | links nach rechts           | MONGOLIAN LETTER ALI GALI AH               | Mongolischer Buchstabe Ali Gali Ah                   |
| U+1898 (6296) | ᢘ               | anderer Buchstabe, Silbe oder Ideogramm | links nach rechts           | MONGOLIAN LETTER TODO ALI GALI TA          | Mongolischer Buchstabe Todo-Ali Gali Ta              |
| U+1899 (6297) | ᢙ               | anderer Buchstabe, Silbe oder Ideogramm | links nach rechts           | MONGOLIAN LETTER TODO ALI GALI ZHA         | Mongolischer Buchstabe Todo-Ali Gali Zha             |
| U+189A (6298) | ᢚ               | anderer Buchstabe, Silbe oder Ideogramm | links nach rechts           | MONGOLIAN LETTER MANCHU ALI GALI GHA       | Mongolischer Buchstabe mandschurisches Ali Gali Gha  |
| U+189B (6299) | ᢛ               | anderer Buchstabe, Silbe oder Ideogramm | links nach rechts           | MONGOLIAN LETTER MANCHU ALI GALI NGA       | Mongolischer Buchstabe mandschurisches Ali Gali Nga  |
| U+189C (6300) | ᢜ               | anderer Buchstabe, Silbe oder Ideogramm | links nach rechts           | MONGOLIAN LETTER MANCHU ALI GALI CA        | Mongolischer Buchstabe mandschurisches Ali Gali Ca   |
| U+189D (6301) | ᢝ               | anderer Buchstabe, Silbe oder Ideogramm | links nach rechts           | MONGOLIAN LETTER MANCHU ALI GALI JHA       | Mongolischer Buchstabe mandschurisches Ali Gali Jha  |
| U+189E (6302) | ᢞ               | anderer Buchstabe, Silbe oder Ideogramm | links nach rechts           | MONGOLIAN LETTER MANCHU ALI GALI TTA       | Mongolischer Buchstabe mandschurisches Ali Gali Tta  |
| U+189F (6303) | ᢟ               | anderer Buchstabe, Silbe oder Ideogramm | links nach rechts           | MONGOLIAN LETTER MANCHU ALI GALI DDHA      | Mongolischer Buchstabe mandschurisches Ali Gali Ddha |
| U+18A0 (6304) | ᢠ               | anderer Buchstabe, Silbe oder Ideogramm | links nach rechts           | MONGOLIAN LETTER MANCHU ALI GALI TA        | Mongolischer Buchstabe mandschurisches Ali Gali Ta   |
| U+18A1 (6305) | ᢡ               | anderer Buchstabe, Silbe oder Ideogramm | links nach rechts           | MONGOLIAN LETTER MANCHU ALI GALI DHA       | Mongolischer Buchstabe mandschurisches Ali Gali Dha  |
| U+18A2 (6306) | ᢢ               | anderer Buchstabe, Silbe oder Ideogramm | links nach rechts           | MONGOLIAN LETTER MANCHU ALI GALI SSA       | Mongolischer Buchstabe mandschurisches Ali Gali Ssa  |
| U+18A3 (6307) | ᢣ               | anderer Buchstabe, Silbe oder Ideogramm | links nach rechts           | MONGOLIAN LETTER MANCHU ALI GALI CYA       | Mongolischer Buchstabe mandschurisches Ali Gali Cya  |
| U+18A4 (6308) | ᢤ               | anderer Buchstabe, Silbe oder Ideogramm | links nach rechts           | MONGOLIAN LETTER MANCHU ALI GALI ZHA       | Mongolischer Buchstabe mandschurisches Ali Gali Zha  |
| U+18A5 (6309) | ᢥ               | anderer Buchstabe, Silbe oder Ideogramm | links nach rechts           | MONGOLIAN LETTER MANCHU ALI GALI ZA        | Mongolischer Buchstabe mandschurisches Ali Gali Za   |
| U+18A6 (6310) | ᢦ               | anderer Buchstabe, Silbe oder Ideogramm | links nach rechts           | MONGOLIAN LETTER ALI GALI HALF U           | Mongolischer Buchstabe Ali Gali halbes U             |
| U+18A7 (6311) | ᢧ               | anderer Buchstabe, Silbe oder Ideogramm | links nach rechts           | MONGOLIAN LETTER ALI GALI HALF YA          | Mongolischer Buchstabe Ali Gali halbes Ya            |
| U+18A8 (6312) | ᢨ               | anderer Buchstabe, Silbe oder Ideogramm | links nach rechts           | MONGOLIAN LETTER MANCHU ALI GALI BHA       | Mongolischer Buchstabe mandschurisches Ali Gali Bha  |
| U+18A9 (6313) | ᢩ                | Markierung ohne Extrabreite             | Markierung ohne Extrabreite | MONGOLIAN LETTER ALI GALI DAGALGA          | Mongolischer Buchstabe Ali Gali Dagalga              |
| U+18AA (6314) | ᢪ               | anderer Buchstabe, Silbe oder Ideogramm | links nach rechts           | MONGOLIAN LETTER MANCHU ALI GALI LHA       | Mongolischer Buchstabe mandschurisches Ali Gali Lha  |